# میچیو سوجیمورا
میچیو سوجیمورا (辻村みちよ، ۱۷ سپتامبر ۱۸۸۸–۱ ژوئن ۱۹۶۹) دانشمند کشاورزی و بیوشیمی‌دان پیشگام ژاپنی بود که به دلیل پژوهش‌های پیشروانه در زمینه ترکیبات چای سبز شناخته می‌شود. او تاریخ‌ساز شد و به عنوان نخستین زن ژاپنی موفق به اخذ مدرک دکترای کشاورزی گردید.

## اوایل زندگی
میچیو تسوجیمورا در سال ۱۸۸۸ در منطقه‌ای که امروزه اوکگاوا در استان سایتاما نامیده می‌شود، دیده به جهان گشود. وی تحصیلات خود را در مدرسه عادی زنان استان توکیو آغاز کرد و در سال ۱۹۰۹ در رشته بیوشیمی از مدرسه عالی زنان توکیو فارغ‌التحصیل شد. در این دوره، کونو یاسویی، زیست‌شناس برجسته، که نقش مهمی در علاقه‌مند کردن تسوجیمورا به پژوهش‌های علمی داشت، استاد راهنمای او بود. پس از تکمیل تحصیلات در سال ۱۹۱۳، به عنوان معلم در دبیرستان زنان یوکوهاما در استان کاناگاوا مشغول به کار شد. سپس در سال ۱۹۱۷ به زادگاه خود در سایتاما بازگشت و در مدرسه عادی زنان این استان به تدریس پرداخت.

## شغل و تحقیق
میچیو تسوجیمورا در سال ۱۹۲۰ فعالیت تحقیقاتی خود را با پیوستن به دانشگاه امپراتوری هوکایدو به عنوان دستیار آزمایشگاه آغاز کرد. با وجود محدودیت‌های آن دوران که دانشگاه‌ها از پذیرش دانشجویان زن خودداری می‌کردند، او توانست به صورت داوطلبانه در آزمایشگاه تغذیه مواد غذایی گروه شیمی کشاورزی این دانشگاه مشغول به کار شود. در این دوره، تحقیقات او بر روی تغذیه کرم‌های ابریشم متمرکز بود تا اینکه در سال ۱۹۲۲ به آزمایشگاه شیمی پزشکی دانشکده پزشکی دانشگاه امپراتوری توکیو منتقل شد. متأسفانه این آزمایشگاه در پی زلزله ویرانگر کانتو در سپتامبر ۱۹۲۳ تخریب شد و تسوجیمورا در اکتبر همان سال به عنوان پژوهشگر به مؤسسه RIKEN منتقل گردید. در RIKEN، او تحت نظر اومتارو سوزوکی، دکترای کشاورزی، به تحقیق در زمینه شیمی تغذیه پرداخت. همکاری علمی او با سیتارو میورا در سال ۱۹۲۴ به کشف مهم ویتامین ث در چای سبز انجامید. مقاله مشترک آن‌ها با عنوان در مورد ویتامین ث در چای سبز در مجله معتبرعلوم زیستی، بیوتکنولوژی و بیوشیمی به چاپ رسید.این کشف علمی تأثیر قابل توجهی بر صنعت چای ژاپن گذاشت و به افزایش چشمگیر صادرات چای سبز به بازارهای آمریکای شمالی منجر شد.
میچیو تسوجیمورا در سال ۱۹۲۹ موفق به جداسازی فلاونوئید کاتچین از چای سبز شد و یک سال بعد (۱۹۳۰) توانست تانن را به شکل کریستالی از چای سبز استخراج کند. تحقیقات پیشگامانه او در سال ۱۹۳۲ به اوج خود رسید، زمانی که با ارائه پایان‌نامه‌ای با عنوان بررسی اجزای شیمیایی چای سبز، موفق به دریافت دکترای کشاورزی از دانشگاه امپراتوری توکیو شد. این دستاورد تاریخی، او را به نخستین زن دارنده مدرک دکترای کشاورزی در ژاپن تبدیل کرد. پس از این موفقیت، تسوجیمورا به تحقیقات خود ادامه داد و در سال ۱۹۳۴ گالوکاتکول را از چای سبز جداسازی نمود. سال بعد (۱۹۳۵) روش انقلابی استخراج کریستال‌های ویتامین ث از گیاهان را به ثبت اختراع رساند. مسیر علمی درخشان او در RIKEN با ارتقا به سمت پژوهشگر جوان در ۱۹۴۲ و سپس محقق ارشد در ۱۹۴۷ ادامه یافت. در سال ۱۹۴۹ به عنوان استاد تمام به دانشگاه اوچانومیزو پیوست و از سال ۱۹۵۰ نیز در مدرسه عالی زنان توکیو به تدریس پرداخت، جایی که به عنوان اولین رئیس دانشکده اقتصاد خانگی این مؤسسه منصوب شد.

## بازنشستگی، مرگ و میراث
میچیو تسوجیمورا در سال ۱۹۵۶ از سمت استادی دانشگاه اوچانومیزو بازنشسته شد، اما تا سال ۱۹۶۱ به صورت پاره‌وقت به فعالیت‌های آموزشی خود ادامه داد. همزمان، از سال ۱۹۵۵ تا ۱۹۶۳ به عنوان استاد در دانشگاه زنان جیسن توکیو خدمت کرد و در نهایت به مقام استاد ممتاز این دانشگاه نائل آمد. دستاوردهای علمی او در سال ۱۹۵۶ با دریافت جایزه معتبر علوم کشاورزی ژاپن به دلیل پژوهش‌های پیشگامانه در زمینه ترکیبات چای سبز مورد تقدیر قرار گرفت. دوازده سال بعد در سال ۱۹۶۸، نشان افتخار تاج گرانبها (درجه چهارم) به پاس خدمات علمی‌اش به او اهدا شد. این دانشمند برجسته سرانجام در اول ژوئن ۱۹۶۹ در شهر تویوهاشی در سن ۸۰ سالگی دیده از جهان فروبست.
در ۱۶ سپتامبر ۲۰۲۱، گوگل با طراحی یک دودل ویژه، صد و سی‌وسومین سالگرد تولد میچیو تسوجیمورا، دانشمند پیشگام ژاپنی را گرامی داشت.